# Kasei Valles
Kasei Valles é um sistema de cânions gigantesco nos quadrângulos de Mare Acidalium e Lunae Palus em Marte, localizado a  24.6° latitude norte e 65.0° longitude oeste.  Sua extensão é de 1,780 km e seu nome vem da palavra "Marte" em japonês.  Esse sistema imenso chega a medir até 480 km de largura em alguns lugares.  Em contraste, o Grand Canyon na Terra possui uma largura de apenas 28 km. Este é um dos maiores canais fluviais em Marte.  O sistema Kasei Valles começa em Echus Chasma, corre em direção ao norte, e parece desembocar em Chryse Planitia.  A aproximadamente 20° latitude norte Kasei Valles se divide em dois canais, chamados cânion de Kasei Vallis e canal de Kasei do Norte.  Essas ramificações se recombinam a 63° longitude oeste.  Algumas partes de Kasei Valles possuem uma profundidade de 2-3 km.

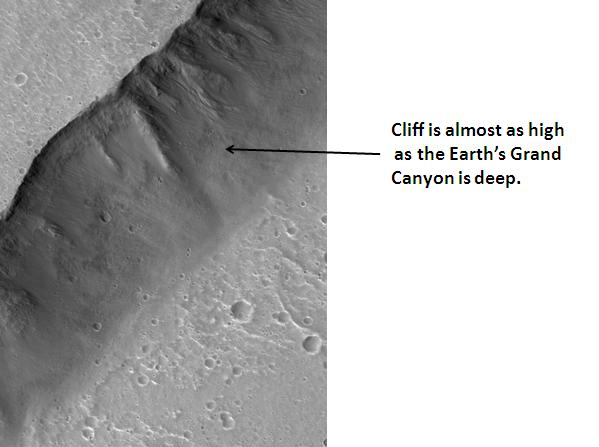
Falésia em Kasei Valles, vista pela HiRISE.
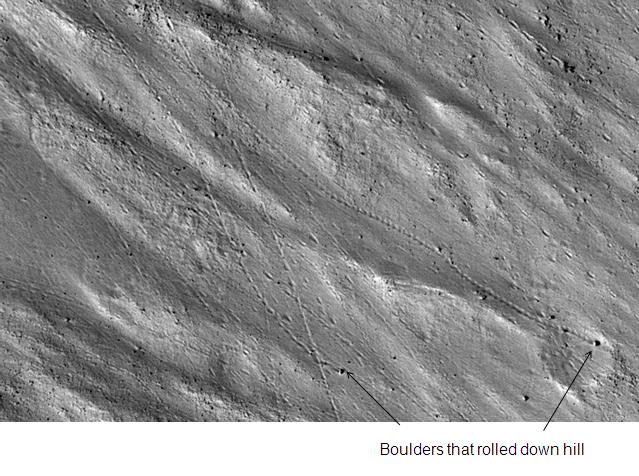
Aproximação da falésia de Kasei Valles da imagem anterior mostrando os penedos e seus rastros, visto pela HiRISE. Clique na imagem para visualizar um penedo medindo apenas dois metros (menor que uma cama)..